# Marina Anisina
Marina Anisina (rus. Марина Анисина; rođena 30. avgusta 1975. u Moskvi, Rusija) je klizačica u umetničkom klizanju, u kategoriji plesnih parova koja nastupa za Francusku. Takođe je i olimpijski šampion čiju je titulu osvojila 2002. godine.

## Biografija
Majka Marine Anisine, Irina Černjaeva, je bivša klizačica koja je takođe klizala u konkurenciji plesnih parova, i koja se takmičila na Olimpijskim igrama 1972. i na kojoj je završila šesta sa svojim partnerom Vasilom Blagovim. Danas je ona trener parovima u umetničkom klizanju. Pratila je svoju kćerku u Francusku i radila u Parizu kao trener, ali se kasnije preselila sa kćerkom u Lion.
Marinin otac je Vjačeslav Mihajlovič Anisin (rođen 11.jula 1951). On je Evropski i Svetski šampion u hokeju na ledu i trenutno radi kao hokejaški trener u Moskvi, Rusija. On je takođe bio i član Sovjetskog tima koji je 1972. učestvovao u čuvenom duelu protiv Kanade.
Pre Marininog partnerstva sa Gvendalom Pezeratom, Anisina je klizala sa drugim partnerima. Prvo sa Sergejom Šakonovskim, a kasnije i sa Iljom Averbuh.
Anisino partnerstvo sa Sergejom Šakonovskim nije trajalo dugo. Napustio ju je da bi klizao sa Galit Čat iz Izraela.
Sa Iljom Averbuh (sa kojim je predstavljala Rusiju) bila je juniorski svetski šampion 1990. i 1992. godine. Međutim, Ilja Averbuh se zaljubio u klizačicu Irinu Lobačevu i ostavio Marinu Anisinu da bi klizao sa Lobačevom.
Marina Anisina je napisala poprilično puno pisama u nadi da će naći novog partnera za ples. Konačno, udružila se sa Gvendalom Pezeratom iz Francuske, godine 1993. Od tada, njihov trener je bio Mirijel Buše-Zazui. Klizali su za Lionski klizački klub TSC i počeli da predstavljaju Francusku na Olimpijskim igrama. Marina Anisina je uzela francusko državljanstvo.
Godine 2002, Marina Anisina i Gvendal Pezera su postali prvi francuski olimpijski šampioni u konkurenciji plesnih parova. Takođe su osvojili i zlatnu medalju na Evropskom prvenstvu iste te godine, i time završili sezonu i karijeru.
Posle olimpijske zlatne medalje oboje su završili svoje amaterske karijere i postali profesionalni klizači. Trenutno se mogu videti samo u profesionalnim izvođenjima.

## Rezultati saGvendalom Pezeratom

### Zimske Olimpijske igre
- 2002. – 1.
- 1998. – 3.

### Svetsko prvenstvo
- 2001. – 2.
- 2000. – 1.
- 1999. – 2.
- 1998. – 2.
- 1997. – 5.
- 1996. – 4.
- 1995. – 6.
- 1994. – 10.

### Evropsko prvenstvo
- 2002. – 1.
- 2001. – 2.
- 2000. – 1.
- 1999. – 2.
- 1998. – 3.
- 1997. – 4.
- 1996. – 4.
- 1995. – 5.
- 1994. – 12.

### Francuski nacionalni šampionat
- 2001. – Nisu se takmičili
- 2000. – 1.
- 1999. – 1.
- 1998. – 1.
- 1997. – 1.
- 1996. – 1.
- 1995. – 1.
- 1994. – 2.
- 1993. – 2.

## Rezultati saIljom Averbuh

### Juniorsko Svetsko prvenstvo
- 1990. – 1.
- 1991.- 4.
- 1992. – 1.

## Spoljašnje veze
- http://www.peoples.ru/sport/fskating/anisina/ (na ruskom)
- http://home.snafu.de/figureskating/anissina-peizerat/ (Zvanični sajt)